# Iván Belov
Iván Panfílovich Belov (ruso: Ива́н Панфи́лович Бело́в), nació en Kolinichevo, uezd de Cherepovéts en la Gubernia de Nóvgorod el 15 de junio (27 de junio en el calendario actual) de 1893, y ejecutado el 29 de julio de 1938. Fue un militar que luchó en la Primera Guerra Mundial, más tarde incorporándose al Ejército Rojo que luchó en la Guerra Civil Rusa, y alcanzó el grado de comandante de ejército de primer rango.

## Primeros años
Hijo de un campesino pobre, tuvo que trabajar en una serrería en 1913. El mismo año se incorporó al Ejército hasta 1916, encuadrado en la 1.ª Brigada de Fusileros de Siberia durante la Primera Guerra Mundial con el rango de suboficial. Entre 1916 y 1917 fue enviado a un batallón penal.

## Revolución Rusa
Tras la Revolución de Febrero de 1917, se unió a los Socialistas Revolucionarios de izquierda, y fue elegido primer secretario por el Sóviet de Soldados de la 1.ª Brigada de Fusileros de Siberia en Taskent, del que se convirtió en jefe con el estallido de la Revolución de Octubre de 1917; sirvió como comandante en jefe de la guarnición de Taskent de 1918 a 1919, poniéndose del lado de los bolcheviques en contra del motín antisoviético de los socialistas revolucionarios de izquierda encabezado por Konstantin Pavlovich Osipov en enero de 1919. Después de la represión del motín de Osipov, ingresó en el partido bolchevique.
Fue miembro del Sóviet de Taskent entre 1917 y 1919, así como del Comité Central de Turquestán. Entre 1919 y 1920 mandó el Grupo de Fuerzas de Bujará y de la 3.ª División de Turquestán. Entre 1921 y 1922, se le transfirió al frente de Samiret para luchar contra los jefes del Movimiento Blanco Boris Anekov y Aleksandr Dútov, y más tarde dirigió la 22.ª División de Krasnodar para combatir los levantamientos de Kubán.

## Entreguerras
En 1923 se graduó en los cursos de Estado Mayor y tomó el mando de mando de una división, luego de un cuerpo de ejército 2.º y 15.º, siendo el subjefe del Distrito Militar de Moscú entre 1925 y 1927, jefe del Distrito Militar del Norte del Cáucaso entre 1927 y 1931, Distrito Militar de Leningrado entre 1931 y 1935 y Distrito Militar de Bielorrusia de 1935 a 1938.
Fue condecorado con la Orden de la Bandera Roja.

## Gran Purga
Durante la Gran Purga que afectó al Ejército Rojo, formó parte del Tribunal Militar en el Caso Tujachevsky, donde se juzgo y condenó a muerte a varios destacados generales del Ejército Rojo el 11 de junio de 1937.
Cayó en desgracia cuando Ivan Belov, en la sesión del Sóviet Militar del Narkom de la Defensa celebrado el 21 de noviembre de 1937, sin preocuparse del peligro de “limpieza” de oficiales militares involucrados en la preparación política y militar de las tropas, afirmó:

... hay muchas afirmaciones faltas de base, hay demasiada expectación, cuando las personas reducen su juicio, cuando asumen que el enemigo es el que no es, y no el que debería ser, ni el partido ni otras ordenes para juzgar son erróneamente tomadas por los órganos del NKVD

Con la defensa realizada por Belov en el juicio contra el Komkor Serdich, Belov se convierte en sospechoso de conspirador. En enero de 1938 por orden de Moscú, es arrestado inmediatamente. Es juzgado y condenado a muerte, ejecutándose la sentencia el 29 de junio de 1938.
Fue rehabilitado póstumamente después de la muerte de Stalin.